# Seminario Regional del Sureste

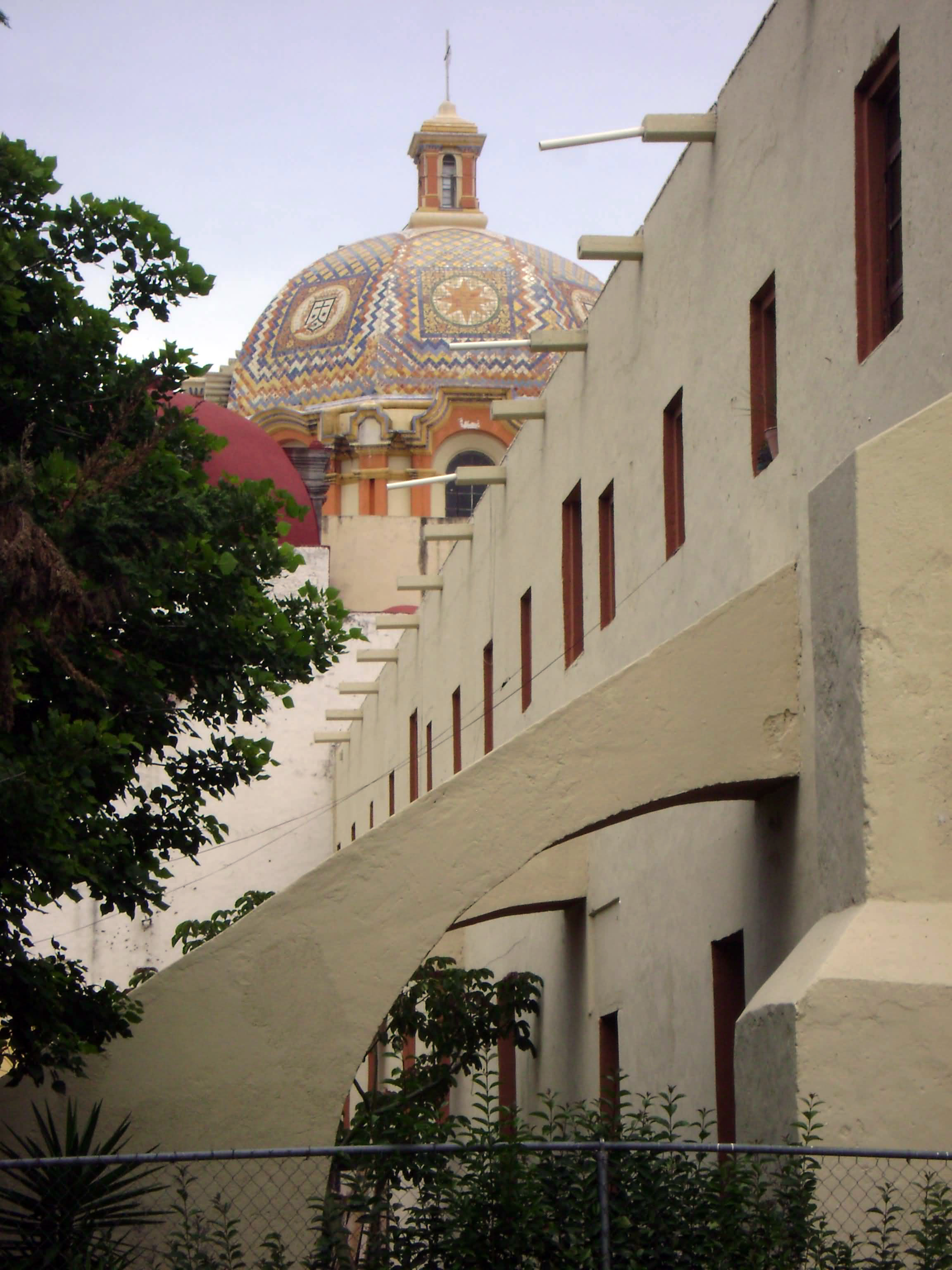
Ex-convento carmelita en Tehuacán, Puebla.

El Seminario Regional del Sureste (conocido por su abreviatura Seresure o simplemente Seminario del Sureste) fue un centro de formación para futuros sacerdotes católicos latinoamericanos con tendencia hacia la teología de la liberación, que se convirtió en el principal semillero de esta tendencia católica, que buscaba la integración de los sacerdotes en la sociedad moderna ayudando a los pobres, los indígenas y los desprotegidos, en contra de la tradición del clero de buscar alianzas con los círculos de poder. En esta institución, que tuvo como sede la ciudad de Tehuacán, en Puebla, México, se formaron varios prelados y sacerdotes de la Iglesia católica no solo de México sino de Latinoamérica. Dicho seminario fue inaugurado en 1969 por iniciativa de los entonces obispos de la región sureste del país, con el objetivo inicial de formar sacerdotes para esta región del sureste y del Pacífico, y permaneció abierto hasta 1990, año en que se cerró definitivamente, por órdenes del entonces obispo de Tehuacán, Norberto Rivera Carrera, quien lo consideró una institución marxista y ajena a las enseñanzas dogmáticas de la Iglesia católica.

## Creación
En la formación del Seminario Regional del Sureste intervinieron los obispos mexicanos identificados con la teología de la liberación como eran el obispo de Cuernavaca Sergio Méndez Arceo, el de Tehuantepec Arturo Lona Reyes, el arzobispo de Oaxaca Bartolomé Carrasco Briseño y el obispo de San Cristóbal de las Casas Samuel Ruiz, cuyos trabajos pastorales siempre fueron perseguidos por el nuncio apostólico Girolamo Prigione.

## Cercanía con los indígenas
En sus 21 años de existencia, el Seresure formó a casi 750 alumnos provenientes de 18 diócesis y dos congregaciones religiosas (dominicos y jesuitas), y de ellos fueron ordenados al menos 488 sacerdotes. Las diócesis que lograron obtener nuevos sacerdotes de este seminario fueron las de la región Pacífico Sur (Chiapas y Oaxaca) a las que se integraron la propia diócesis de Tehuacán, la diócesis de Huajuapan de León, la de Acapulco, la de Ciudad Altamirano y la de Quetzaltenango, Guatemala. El mismo seminario, promovió siete encuentros de pastoral indígena, en donde participaron los mismos indígenas de varias etnias de México que servía de encuentro con su cultura y la teología que se enseñaba en este lugar. Existía también un grupo de seminaristas indígenas que tenían reuniones aparte para buscar afianzar una teología más acorde a su cultura y costumbres.

## Clausura
La tendencia de la Iglesia católica mexicana de los años 80 a prestar demasiada atención a las clases más pobres y a los indígenas, incomodó profundamente a los sectores católicos de clase media y alta así como al alto clero, agrupados en diferentes organizaciones católicas de élite, quienes veían en este seminario enseñanzas de carácter marxista y comunista, doctrinas que no eran bien vistas por el gobierno mexicano y por la Santa Sede.
Por tal motivo, el papa Juan Pablo II con el asesoramiento del nuncio Girolamo Prigione, inició el desmantelamiento del Seresure decretando que la única dirección del seminario debería recaer en el obispo de la diócesis y no en el consejo fundador de obispos, por lo que fue elegido para este trabajo como obispo de Tehuacán el entonces presbítero Norberto Rivera Carrera en 1985, este sacerdote ya había demostrado anteriormente su capacidad para reprender movimientos de sacerdotes que estaban a favor de los pobres en su natal Durango.
El intento de cambio de los programas de estudio y trabajo en parroquias indígenas, a pasar más tiempo en el aula escuchando cátedra, provocó la movilización de los entonces seminaristas y sus profesores, realizando una peregrinación pacífica hacia la catedral de Tehuacán en donde les fueron cerradas las puertas y ante esto, iniciaron una jornada de oración y ayuno en el atrio de la misma. Como resultado de estas acciones que tuvieron  impacto a nivel nacional, Rivera Carrera despidió a los profesores del seminario y cada obispo se llevó a sus seminaristas provenientes de otras diócesis quedando solo cinco seminaristas quienes se reincorporaron al seminario diocesano bajo las nuevas reglas de Rivera, logrando de esta manera desaparecer el Seminario Regional del Sureste en 1990 y siendo premiado posteriormente en 1995, al nombrársele Arzobispo Primado de México.

## Reuniones posteriores
Al menos hasta el año 2019, se tuvo noticia de que se realizaban encuentros anuales de sacerdotes egresados del Seresure encabezados por el obispo emérito de Tehuantepec, Arturo Lona, en la misma ciudad de Tehuacán. En estos reencuentros los presbíteros regresan a su alma mater, aunque la institución ya no exista. La propia diócesis se ha opuesto a este tipo de reuniones nostálgicas, teniendo que trasladarse el grupo de sacerdotes a diferentes sedes siempre y cuando sean dentro de la ciudad del sur de Puebla.

## Seminaristas y profesores destacados
- Enrique Domingo Camargo Meléndez: Sacerdote en diversas comunidades de la sierra negra, señalado en diversas ocasiones como activista político.[3]
- Jesús Gopar Ricárdez. Sacerdote oaxaqueño fallecido en 2013. Atendió diversas poblaciones indígenas en su estado natal y al fallecer era vicario de la Arquidiócesis de Oaxaca y rector de la Basílica de la Virgen de la Soledad.[11]
- Arturo Lona Reyes: Obispo emérito de Tehuantepec, conocido como el obispo de los pobres.[10][12][13]